# Пшаснышский повет
Пшаснышский повет (пол. Powiat przasnyski) — повет (район) в Польше, входит как административная единица в Мазовецкое воеводство. Центр повета — город Пшасныш. Занимает площадь 1217,82 км². Население — 53 536 человек (на 2013 год).

## Административное деление
- города: Пшасныш, Хожеле
- городские гмины: Пшасныш
- городско-сельские гмины: Гмина Хожеле
- сельские гмины: Гмина Чернице-Борове, Гмина Еднорожец, Гмина Красне, Гмина Кшиновлога-Мала, Гмина Пшасныш

## Демография
Население повета дано на 2013 год.
| Перепись            | Всего  | Мужчины | Женщины |
| ------------------- | ------ | ------- | ------- |
| Всего               | 53 536 | 26 723  | 26 813  |
| Городское население | 20 265 | 9779    | 10 486  |
| Сельское население  | 33 271 | 16 944  | 16 327  |